# Клоувердейл (Індіана)
Клоувердейл (англ. Cloverdale) — місто (англ. town) в США, в окрузі Патнем штату Індіана. Населення — 2060 осіб (2020).

## Географія
Клоувердейл розташований за координатами 39°31′16″ пн. ш. 86°47′55″ зх. д. / 39.52111° пн. ш. 86.79861° зх. д. (39.521221, -86.798689).  За даними Бюро перепису населення США в 2010 році місто мало площу 9,12 км², з яких 8,96 км² — суходіл та 0,17 км² — водойми.

## Демографія
Згідно з переписом 2010 року, у місті мешкали 2172 особи в 885 домогосподарствах у складі 608 родин. Густота населення становила 238 осіб/км².  Було 1001 помешкання (110/км²).
Расовий склад населення:
| - 97,4 % — білих - 0,6 % — чорних або афроамериканців - 0,3 % — корінних американців - 0,3 % — азіатів |

До двох чи більше рас належало 1,2 %. Частка іспаномовних становила 0,9 % від усіх жителів.
За віковим діапазоном населення розподілялося таким чином: 22,8 % — особи молодші 18 років, 60,7 % — особи у віці 18—64 років, 16,5 % — особи у віці 65 років та старші. Медіана віку мешканця становила 42,2 року. На 100 осіб жіночої статі у місті припадало 93,2 чоловіків;  на 100 жінок у віці від 18 років та старших — 90,2 чоловіків також старших 18 років.
Середній дохід на одне домашнє господарство  становив 52 236 доларів США (медіана — 43 421), а середній дохід на одну сім'ю — 60 808 доларів (медіана — 49 702). Медіана доходів становила 41 641 долар для чоловіків та 25 625 доларів для жінок. За межею бідності перебувало 16,0 % осіб, у тому числі 15,3 % дітей у віці до 18 років та 8,6 % осіб у віці 65 років та старших.
Цивільне працевлаштоване населення становило 858 осіб. Основні галузі зайнятості: роздрібна торгівля — 19,8 %, мистецтво, розваги та відпочинок — 16,7 %, освіта, охорона здоров'я та соціальна допомога — 16,4 %.